# Allium caspium
Allium caspium (Pall.) M.Bieb. – gatunek byliny należący do rodziny amarylkowatych (Allioideae Herbert). Występuje naturalnie na obszarze od południowo-zachodniej europejskiej części Rosji przez Iran aż po Pakistan. Według innych źródeł jest obecny także w Azji Środkowej i Afganistanie.

## Morfologia
CebulaMają jajowaty kształt. Osiągają około 2 cm szerokości. Łuszczy się. Warstwa zewnętrzna jest papierowa i ciemnobrązowa, natomiast warstwy wewnętrzne mają białą barwę.
ŁodygaGłąbik dorastający do 15 cm wysokości, jest gruby na około 1 cm.
LiściePosiada 3 liniowe lub lancetowate liście o szerokości 2–5 mm.
KwiatyZebrane w kuliste kwiatostany. Osadzone są na fioletowych szypułkach o długości 3–9 cm. Działki kielicha mają owalny kształt i długość 7–8 mm.